# Еврейско-греческий диалект
Евре́йско-гре́ческий диале́кт (йеванский, романиотский; греч. ρωμανιώτικα [romaniˈotika], γεβανί γλώσσα [jɛβanˈi ɣlˈɔsa]; самоназвание — יווניטיקה‎, γεβανικά [jɛβanitikˈa]) — условное название нескольких вариантов греческого языка, использовавшихся романиотами (греческими евреями) вплоть до середины XX века. При письме использовался еврейский алфавит. Был разговорным и до известной степени литературным языком романиотов. В отличие от некоторых других еврейских языков, романиоты не считали свой язык отличающимся от языка окружающего населения.
Не следует путать романиотов с сефардами, поселившимися в Греции (особенно в Салониках) после изгнания их из Испании в 1492 году.
Название «йеваника» происходит от др.-евр. יון‬ (Yāwān, рус. Иония), общего для Ближнего Востока обозначения Греции.
Лингвистически, еврейско-греческий отличается интонационно, наличием арамейских и древнееврейских элементов в лексике и отчасти в грамматическом строе; начиная с XV века включает также тюркские элементы. Кроме того, встречаются некоторые архаизмы и диалектизмы, связанные с консервацией языка внутри еврейских общин при перемещении их внутри Греции.

## История
Еврейско-греческий диалект ранней стадии развития, более близкий к древнегреческому, чем к греческому византийского периода, представлен одним из переводов книги Ионы (сохранился в рукописной копии, выполненной не позже 1263 года; ныне в Бодлеянской библиотеке Оксфорда). Другой перевод этой книги и перевод Экклесиаста (сохранились лишь его фрагменты) представляют еврейско-греческий язык периода до XIII века. Очевидно, в XIII веке был выполнен полный перевод Пятикнижия на еврейско-греческий диалект (впервые опубликованный в 1547 году в так называемой Константинопольской полиглотте, многоязычном издании Пятикнижия).
Еврейско-корфский диалект XV веке представлен в махзоре этого периода (рукопись в библиотеке университета Болоньи). Наряду с переводами Библии и библейскими комментариями существовали религиозные песнопения на еврейско-греческих диалектах.
Крупные общины носителей еврейско-греческих диалектов жили в городах Фивы, Янина (Иоаннина), Халкида, Арта, Коринф и на островах Керкира (Корфу), Хиос, Закинф, Лесбос, Самос, Родос и Кипр.
Массовый наплыв итало- и сефардоязычных евреев к концу XV века сильно повлиял на языковую ситуацию у евреев Греции. Многие общины романиотов перешли на ладино, но некоторые продолжали сохранять романиотскую литургическую традицию и греческий язык.
К началу XX века еврейско-греческий этнолект сохранялся в общинах Иоаннины, Арты, Превезы и Халкиды.
Последний удар по еврейско-греческому был нанесён во время немецкой оккупации Греции во время Второй мировой войны, большинство романиотов было уничтожено, количество полноценных носителей оказалось так мало, что молодое поколение окончательно перешло на стандартный греческий в Греции, иврит в Израиле и английский в США. В Израиле потомки романиотов слились с сефардами.
Сейчас насчитывается не более 50 носителей, язык находится на грани исчезновения.
Наиболее крупным памятником этого диалекта является выполненный в 1627 году Элияху Афеда-Беги перевод глав книги Даниила и книги Эзры, написанных на арамейском языке.

### Статьи
- Belléli, L. 1890. Une version grecque du Pentateuque du seizième siècle. Revue des Études Grecques 3: 289—308.
- Belléli, L. 1891. Deux versions peu connues du Pentateuque faites à Constantinople au seizième siècle. Revue des Études Juives 22: 250—263.
- Blondheim, D. S. 1924. Échos du Judéo-Hellénisme: Étude sur l’influence de la Septante et d’Aquila sur les versions néo-grecques des Juifs. Revue des Études Juives 78: 1-14.
- Danon, A. 1912. Notice sur la littérature gréco-caraïte. Revue des Études Grecques 127: 147—151.
- Danon, A. 1922. Un hymne hébréo-grec. Revue des Études Juives 75: 88-92.
- Sznol, S. 1996/97. הפטרה «נחמו» (ישעיהו מ 1-26) בתרגום ליוונית-יהודית [Haftara «Nehamu» (Isaiah 40, 1-26) in the Judeo-Greek Translation]. בית מקרא 42: 332—342.
- Sznol, S. 2000. תרגום ביוונית-יהודית להפטרה «ואתנן» לשבת נחמו (ישעיהו מ 1-26). Textus 20: 9-32.
- Wexler, P. 1985. Recovering the Dialects and Sociology of Judeo-Greek in Non-Hellenic Europe. In J. A. Fishman (ed.), Readings in the sociology of Jewish languages. Leiden: Brill. 227—240.

### История
- De Lange, N. R. M. 1991. The Classical Tradition in Byzantium. In D. Cohn-Sherbok (ed.), A Traditional Quest: Essays in Honour of Louis Jacobs. Sheffield: JSOT Press. 86-101.
- De Lange, N. R. M. 2000. Hebrews, Greeks or Roman? Jewish Culture and Identity in Byzantium. In D. C. Smythe (ed.), Strangers to Themselves: The Byzantine Outsider. Aldershot: Ashgate. 105—118.

### Тексты
- De Lange, N. R. M. 1996. Greek Jewish Texts from Cairo Genizah. Tübingen: J. C. B. Mohr (Paul Siebeck).
- Hesseling, D. C. 1897. Les cinq livres de la loi (Le Pentateuque). Leiden / Leipzig: Von Doesburgh / Harrasowitz.
- Matsas, J. 1953. Γιαννιώτικα Εβραϊκά Τραγούδια. Ioannina: Ipeirotiki Estia.
- Matsas, I. 1971—1981. השירה היהודית ביוונית [Jewish Poetry in Greek]. Sefunot: Annual for Research on the Jewish Communities in the East 15: 235—365.